# Terrier

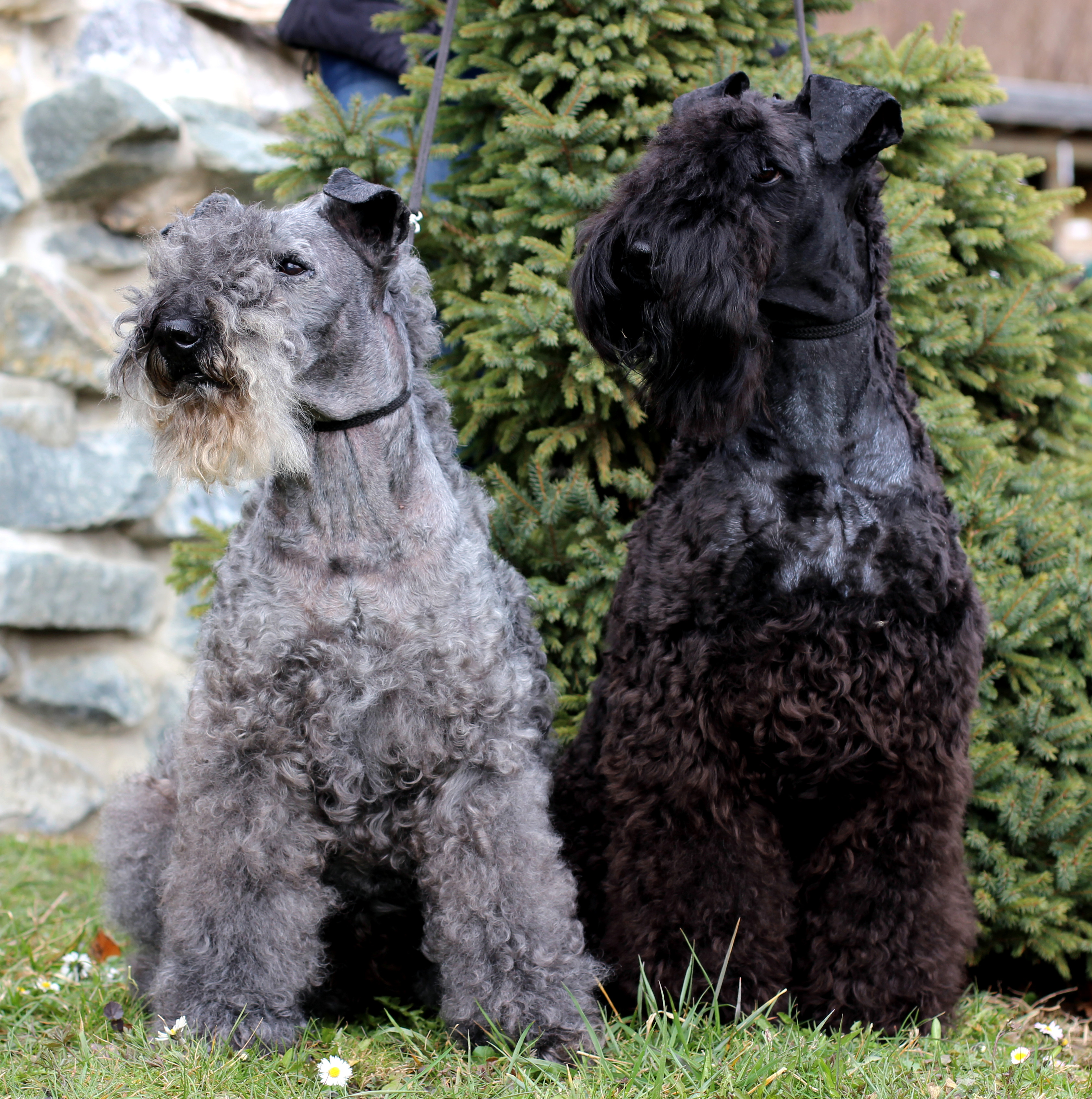
Kerry Blue Terrier

Terrier è il termine con il quale si definiscono alcune razze canine selezionate per la caccia agli animali selvatici nelle tane sotterranee e, in generale, per la cattura di piccoli mammiferi nocivi, come topi e ratti.
Per la precisione, i terrier si dividono in trentatré razze differenti, come a seguire sarà descritto.

## Storia
Probabilmente le origini del terrier sono da riconoscere nelle antiche razze mediterranee come il maltese e furono introdotte in Inghilterra dagli antichi Romani. Il nome infatti deriva presumibilmente dal latino terra, proprio ad indicare la capacità di questi cani di entrare nelle tane di animali come volpi e tassi. La prima selezione della razza è iniziata nel '700 con scopi faunistico/venatori in Inghilterra e nei territori sotto il dominio della Corona britannica.

## Sezioni FCI
Le sezioni riconosciute dalla FCI di terrier sono quattro; tre di questi gruppi sono nati per favorire le caratteristiche di caccia di tali razze.
- Terrier di taglia media e grande: questo gruppo nasce con lo scopo di sfruttare le caratteristiche di agilità per poter correre più velocemente (zampe più lunghe corrispondono a maggiore velocità) al fine sia di poter inseguire i piccoli mammiferi nei terreni aperti sia per poter seguire i segugi nella caccia alla volpe; emblematico di questo secondo gruppo è il Fox Terrier, selezionato appositamente per poter inseguire le volpi durante la caccia.
  - Airedale Terrier
  - Bedlington Terrier
  - Border Terrier
  - Brazilian Terrier
  - Fox Terrier a pelo liscio ed a pelo ruvido
  - Irish Glen of Imaal Terrier (Agatasco)
  - Irish Terrier
  - Irish Soft Coated Wheaten Terrier
  - Deutscher Jagdterrier
  - Kerry Blue Terrier
  - Lakeland Terrier
  - Manchester Terrier
  - Parson Russell Terrier
  - Tibetan Terrier
  - Welsh Terrier
  - Patterdale Terrier

- Terrier di piccola taglia
  - Australian Terrier
  - Boston Terrier
  - Cairn Terrier
  - Cesky Terrier
  - Irish Glen of Imaal Terrier
  - Jack Russell Terrier
  - Dandie Dinmont Terrier
  - Nihon Teria o Terrier Giapponese
  - Norfolk Terrier
  - Norwich Terrier
  - Scottish Terrier
  - Sealyham Terrier
  - Skye Terrier
  - Taboão Terrier o Terrier Brasiliano
  - West Highland White Terrier

- Terrier di tipo Bull
  - Staffordshire Bull Terrier
  - Bull Terrier
  - American Staffordshire Terrier

- Toy Terrier
  - Australian Silky Terrier
  - English Toy Terrier
  - Yorkshire Terrier